# Водное поло на летней Спартакиаде народов СССР 1971
Турнир по водному поло на V летней Спартакиаде народов СССР был проведён с 20 по 29 июля 1971 года в Москве.
В соревнованиях приняли участие 14 сборных команд от 12 союзных республик и городов Москвы и Ленинграда; не участвовали сборные Латвийской, Таджикской и Эстонской ССР. Турнир проводился в два этапа — предварительный и финальный. Игры проходили в открытом бассейне Дворца водного спорта на улице Ибрагимова. Победителем стала сборная Украинской ССР.

## Предварительный этап
14 команд были разбиты на три подгруппы, внутри которых провели турнир по круговой системе. По две команды из каждой подгруппы вышли в финальный турнир за 1—6-е места, команды, занявшие в подгруппах третье и четвёртое место — в турнир за 7—12-е места, а две сборные, занявшие пятое место, провели матч за 13—14-е места. При равенстве очков положение команд определялось по результату личной встречи, а в случае ничьей — по общей разнице забитых и пропущенных мячей.

### Первая подгруппа
|                    | 1    | 2    | 3   | 4    | 5    | И | В | Н | П | М     | О |
| ------------------ | ---- | ---- | --- | ---- | ---- | - | - | - | - | ----- | - |
| 1. Украинская ССР  |      | 6:5  | 6:0 | 8:2  | 12:2 | 4 | 4 | 0 | 0 | 32:9  | 8 |
| 2. Грузинская ССР  | 5:6  |      | 7:3 | 11:5 | 10:4 | 4 | 3 | 0 | 1 | 33:18 | 6 |
| 3. Белорусская ССР | 0:6  | 3:7  |     | 5:4  | 5:3  | 4 | 2 | 0 | 2 | 13:20 | 4 |
| 4. Узбекская ССР   | 2:8  | 5:11 | 4:5 |      | 7:7  | 4 | 0 | 1 | 3 | 18:31 | 1 |
| 5. Молдавская ССР  | 2:12 | 4:10 | 3:5 | 7:7  |      | 4 | 0 | 1 | 3 | 16:34 | 1 |

20 июля
- Грузинская ССР — Молдавская ССР — 10:4
- Украинская ССР — Белорусская ССР — 6:0

21 июля
- Белорусская ССР — Узбекская ССР — 5:4
- Украинская ССР — Грузинская ССР — 6:5

22 июля
- Грузинская ССР — Узбекская ССР — 11:5
- Украинская ССР — Молдавская ССР — 12:2

23 июля
- Узбекская ССР — Молдавская ССР — 7:7
- Грузинская ССР — Белорусская ССР — 7:3

24 июля
- Белорусская ССР — Молдавская ССР — 5:3
- Украинская ССР — Узбекская ССР — 8:2

### Вторая подгруппа
|                        | 1   | 2   | 3    | 4    | 5   | И | В | Н | П | М     | О |
| ---------------------- | --- | --- | ---- | ---- | --- | - | - | - | - | ----- | - |
| 1. РСФСР               |     | 6:4 | 5:5  | 7:3  | 8:0 | 4 | 3 | 1 | 0 | 26:12 | 7 |
| 2. Казахская ССР       | 4:6 |     | 5:3  | 7:1  | 6:2 | 4 | 3 | 0 | 1 | 22:12 | 6 |
| 3. Азербайджанская ССР | 5:5 | 3:5 |      | 10:1 | 8:2 | 4 | 2 | 1 | 1 | 26:13 | 5 |
| 4. Киргизская ССР      | 3:7 | 1:7 | 1:10 |      | 9:6 | 4 | 1 | 0 | 3 | 14:30 | 2 |
| 5. Армянская ССР       | 0:8 | 2:6 | 2:8  | 6:9  |     | 4 | 0 | 0 | 4 | 10:31 | 0 |

20 июля
- РСФСР — Киргизская ССР — 7:3
- Азербайджанская ССР — Армянская ССР — 8:2

21 июля
- Казахская ССР — Киргизская ССР — 7:1
- РСФСР — Азербайджанская ССР — 5:5

22 июля
- РСФСР — Армянская ССР — 8:0
- Казахская ССР — Азербайджанская ССР — 5:3

23 июля
- Казахская ССР — Армянская ССР — 6:2
- Азербайджанская ССР — Киргизская ССР — 10:1

24 июля
- Киргизская ССР — Армянская ССР — 9:6
- РСФСР — Казахская ССР — 6:4

### Третья подгруппа
|                    | 1    | 2   | 3   | 4    | И | В | Н | П | М     | О |
| ------------------ | ---- | --- | --- | ---- | - | - | - | - | ----- | - |
| 1. Москва          |      | 6:2 | 6:1 | 10:0 | 3 | 3 | 0 | 0 | 22:3  | 6 |
| 2. Ленинград       | 2:6  |     | 7:2 | 9:4  | 3 | 2 | 0 | 1 | 18:12 | 4 |
| 3. Литовская ССР   | 1:6  | 2:7 |     | 4:3  | 3 | 1 | 0 | 2 | 7:16  | 2 |
| 4. Туркменская ССР | 0:10 | 4:9 | 3:4 |      | 3 | 0 | 0 | 3 | 7:23  | 0 |

20 июля
- Ленинград — Литовская ССР — 7:2
- Москва — Туркменская ССР — 10:0

21 июля
- Ленинград — Туркменская ССР — 9:4

22 июля
- Москва — Литовская ССР — 6:1

23 июля
- Москва — Ленинград — 6:2

24 июля
- Литовская ССР — Туркменская ССР — 4:3

## Финальный этап
Результаты матчей между командами, встречавшимися друг с другом на предварительном этапе, были засчитаны на финальном этапе. В таблицах эти результаты показаны курсивом.
В рамках финального этапа за 1—6-е места сборная Москвы проиграла команде Украинской ССР, потерпев первое поражение за всё время участия в Спартакиадах. Выиграв затем у сборной Ленинграда, украинские ватерполисты за тур до окончания соревнований завоевали чемпионский титул. Бронзовым призёром стала впервые участвовавшая в главном финале сборная Казахской ССР.
Лучшим игроком Спартакиады был признан полузащитник Алексей Баркалов (Украинская ССР, «Динамо» Харьков), лучшим бомбардиром стал Владимир Иселидзе (Грузинская ССР, «Динамо» Тбилиси). Приз «Его назвала Спартакиада» получил Валерий Сергеев (РСФСР, «Динамо» Московская область).

### За 1—6-е места
|                   | 1   | 2   | 3   | 4   | 5   | 6   | И | В | Н | П | М     | О |
| ----------------- | --- | --- | --- | --- | --- | --- | - | - | - | - | ----- | - |
| 1. Украинская ССР |     | 5:3 | 3:4 | 7:2 | 4:2 | 6:5 | 5 | 4 | 0 | 1 | 25:16 | 8 |
| 2. Москва         | 3:5 |     | 6:2 | 8:2 | 6:2 | 8:3 | 5 | 4 | 0 | 1 | 31:14 | 8 |
| 3. Казахская ССР  | 4:3 | 2:6 |     | 4:6 | 4:4 | 4:3 | 5 | 2 | 1 | 2 | 18:22 | 5 |
| 4. РСФСР          | 2:7 | 2:8 | 6:4 |     | 3:5 | 5:4 | 5 | 2 | 0 | 3 | 18:28 | 4 |
| 5. Ленинград      | 2:4 | 2:6 | 4:4 | 5:3 |     | 4:5 | 5 | 1 | 1 | 3 | 17:22 | 3 |
| 6. Грузинская ССР | 5:6 | 3:8 | 3:4 | 4:5 | 5:4 |     | 5 | 1 | 0 | 4 | 20:27 | 2 |

26 июля
- Москва — Казахская ССР — 6:2
- Грузинская ССР — Ленинград — 5:4
- Украинская ССР — РСФСР — 7:2

27 июля
- Украинская ССР — Москва — 5:3
- Ленинград — Казахская ССР — 4:4
- РСФСР — Грузинская ССР — 5:4

28 июля
- Казахская ССР — Грузинская ССР — 4:3
- Украинская ССР — Ленинград — 4:2
- Москва — РСФСР — 8:2

29 июля
- Ленинград — РСФСР — 5:3
- Москва — Грузинская ССР — 8:3
- Казахская ССР — Украинская ССР — 4:3

### За 7—12-е места
|                        | 7    | 8   | 9    | 10   | 11  | 12  | И | В | Н | П | М     | О  |
| ---------------------- | ---- | --- | ---- | ---- | --- | --- | - | - | - | - | ----- | -- |
| 7. Азербайджанская ССР |      | 8:1 | 10:7 | 10:1 | 7:2 | 9:5 | 5 | 5 | 0 | 0 | 44:16 | 10 |
| 8. Белорусская ССР     | 1:8  |     | 5:4  | 3:7  | 3:1 | 5:2 | 5 | 3 | 0 | 2 | 17:22 | 6  |
| 9. Узбекская ССР       | 7:10 | 4:5 |      | 6:5  | 7:4 | 5:4 | 5 | 3 | 0 | 2 | 29:28 | 6  |
| 10. Киргизская ССР     | 1:10 | 7:3 | 5:6  |      | 6:6 | 3:3 | 5 | 1 | 2 | 2 | 22:28 | 4  |
| 11. Литовская ССР      | 2:7  | 1:3 | 4:7  | 6:6  |     | 4:3 | 5 | 1 | 1 | 3 | 17:26 | 3  |
| 12. Туркменская ССР    | 5:9  | 2:5 | 4:5  | 3:3  | 3:4 |     | 5 | 0 | 1 | 4 | 17:26 | 1  |

26 июля
- Киргизская ССР — Литовская ССР — 6:6
- Узбекская ССР — Туркменская ССР — 5:4
- Азербайджанская ССР — Белорусская ССР — 8:1

27 июля
- Белорусская ССР — Литовская ССР — 3:1
- Туркменская ССР — Киргизская ССР — 3:3
- Азербайджанская ССР — Узбекская ССР — 10:7

28 июля
- Узбекская ССР — Киргизская ССР — 6:5
- Белорусская ССР — Туркменская ССР — 5:2
- Азербайджанская ССР — Литовская ССР — 7:2

29 июля
- Азербайджанская ССР — Туркменская ССР — 9:5
- Узбекская ССР — Литовская ССР — 7:4
- Киргизская ССР — Белорусская ССР — 7:3

### За 13—14-е места
26 июля
- Молдавская ССР — Армянская ССР — 5:3

## Призёры
Украинская ССР: Алексей Баркалов, Георгий Бондаренко, Сергей Боржковский, Владимир Данько, Иосиф Земцов, Игорь Ильинцов, Александр Капитоненко, Валерий Панков, Юрий Тресницкий, Владимир Храмов. Тренер — Михаил Авдеев.
 Москва: Анатолий Акимов, Вадим Гуляев, Александр Долгушин, Александр Древаль, Владимир (Вадим) Жмудский, Александр Кабанов, Анатолий Карташов, Леонид Осипов, Вячеслав Скок, Вячеслав Собченко, Александр Шидловский. Тренер — Борис Гойхман.
 Казахская ССР: Николай Баранов, Александр Болтрамович, В. Житников, Эдуард Иванов, Станислав Пивоваров, В. Погорелов, Юрий Погорелов, Владимир Приходько, Минтай Рахимов, Юрий Федотовских, Александр Шуров. Тренер — Валерий Панченко.